# Alberto Dalbés
Alberto Dalbés (eigentlich Francisco Eduardo Eyres Martínez; * 3. April 1922 in Rosario; † 14. September 1983 in Madrid) war ein argentinischer Schauspieler.

## Leben
Dalbés kam zu Beginn der 1960er Jahre nach Spanien, wo er seine im Geburtsland Argentinien begonnene Karriere in zahlreichen Genrefilmen, darunter viele Horror-, Abenteuer- und Kriminalfilme, oftmals unter Regisseur Jess Franco, fortsetzte. Oftmals spielte er die Bösewichte der Filme und war ein verlässlicher Charakterdarsteller seiner siebzig Titel umfassenden Filmografie.

## Filmografie (Auswahl)
- 1963: Fuera de la ley
- 1965: Agent 077 - Heißes Pflaster Tanger (S.077 spionaggio a Tangeri)
- 1965: Aktion Todesmole (M M M 83 - Missione Morte Molo 83)
- 1965: Unser Mann aus Istanbul (Estambul 65)
- 1966: Frauen als Köder für CD 7 (Un colpo da mille miliardi)
- 1966: Mike Murphy 077 gegen Ypotron (Agente Logan - missione Ypotron)
- 1967: Mike Morris jagt Agenten in die Hölle (Il raggio infernale)
- 1969: 100 Gewehre
- 1969: Die Schamlosen (Les libertines)
- 1971: Der Teufel kam aus Akasava
- 1972: Das Blutgericht der gequälten Frauen (La maldicion de Frankenstein)
- 1972: Die Nacht der offenen Särge (Drácula contra Frankenstein)
- 1972: Todesmarsch der Bestien (Condenados a vivir)
- 1972: Viva Pancho Villa (El desafío de Pancho Villa)
- 1972: Die Nonnen von Clichy (Les demons)
- 1973: Perverse Emanuelle (Tendre et perverse Emanuelle)
- 1973: Die Stunde der grausamen Leichen (El jorobado de la Morgue)
- 1974: Im Schatten des Mörders (La noche de los asesinos)